# Piroscsőrű napmadár
A piroscsőrű napmadár (Leiothrix lutea) a madarak osztályának verébalakúak (Passeriformes) rendjébe és a Leiothrichidae családjába tartozó faj.

## Rendszerezése
A fajt Giovanni Antonio Scopoli olasz természettudós írta le 1786-ban, az óvilági poszátafélék (Sylviidae) családjába tartozó Sylvia nembe Sylvia (lutea) Scopoli néven.

## Alfajai
- Leiothrix lutea calipyga (Hodgson, 1837) - India északnyugati része, Nepál, Bhután, Tibet délkeleti fele és Minmar északnyugati csücske
- Leiothrix lutea kumaiensis (Whistler, 1943) - A Himaláj északnyugati vonulatai (Pakisztán északnyugati része és India Uttar Prades állama)
- Leiothrix lutea kwangtungensis (Stresemann, 1923) - Jünnan délkeleti részétől keletre Guangxi középső részéig, Hunan déli része, Kuangtung, valamint Vietnám északi része
- Leiothrix lutea lutea (Scopoli, 1786) - Kína (Kanszu déli és Senhszi déli részétől keletre Hupej nyugati feléig, Anhuj déli része, Csöcsiang északi része, Fucsien északi fele, közép és dél Szecsuán, Kujcsou és Guangxi északi része
- Leiothrix lutea yunnanensis (Rothschild, 1921) - Mianmar északkeleti része és Jünnan keleti és délkeleti része

## Előfordulása
Bhután, Kína, Hongkong, India, Mianmar, Nepál, Pakisztán és Vietnám területén honos. A természetes élőhelye a szubtrópusi vagy trópusi síkvidéki és hegyi esőerdők, fenyvesek és vegyes erdők, magaslati cserjések, valamint ültetvények.
Eredeti elterjedési területén kívül 1918-ban betelepítették a Hawaii-szigetekre is, ahol Lanai kivételével az összes jól erdősült szigeten elterjedtté vált. Az Oahu szigetén levő populációja az 1960'-as években összeomlott és a faj ekkortájt Kauai szigetéről ki is halt. Jelenleg Oahu szigetén él a legtöbb madár, a többi szigeten ritka fajjá vált.
Nyugat-Ausztrália államban is megkísérelték meghonosítani, de nem sikerült. Az Egyesült Királyságba is betelepítették a madarat, de önfenntartó állományai nincsenek ma már az országban.
Sikeresen betelepítették viszont a fajt Franciaország több részébe, Spanyolország Katalónia tartományába és 1980 óta Japánban is.

## Megjelenése
Testhossza 15 centiméter, testtömege 21-25 gramm.
|  |  |

## Életmódja
Rovarokkal, bogyókkal és magvakkal táplálkozik.

## Szaporodása
|  |